# Нордмалинг (община)
Община Нордмалинг (на шведски: Nordmalings kommun) е разположена в лен Вестерботен, северна Швеция с обща площ 1278 km2 и население 7006 души (към 31 декември 2013). Административен център на община Нордмалинг е едноименния град Нордмалинг.